# Contea di Smith (Tennessee)
La contea di Smith in inglese Smith County è una contea dello Stato del Tennessee, negli Stati Uniti. La popolazione al censimento del 2000 era di 17 712 abitanti. Il capoluogo di contea è Carthage.